# Eparquía de Nuestra Señora de la Liberación de Newark
La eparquía de Nuestra Señora de la Liberación de Newark (en latín: Eparchia Dominae Nostrae Liberationis Novarcensis Syrorum y en inglés: Syriac Catholic Eparchy of Our Lady of Deliverance of Newark) es una circunscripción eclesiástica de la Iglesia católica en Estados Unidos. Se trata de una eparquía siria inmediatamente sujeta a la Santa Sede. Desde el 12 de abril de 2010 su eparca es Yousif Benham Habash.

## Territorio y organización
La eparquía extiende su jurisdicción sobre los fieles católicos sirios residentes en todo el territorio de Estados Unidos.
La sede de la eparquía se encuentra en Bayonne (en el área metropolitana de Nueva York), en donde se halla la Catedral de San José.
En 2019 en la eparquía existían 11 parroquias y misiones:
- Jesus Sacred Heart Syriac Catholic Church en North Hollywood, un suburbio de Los Ángeles en California[1]
- Our Mother of Perpetual Help Syriac Catholic Church en El Cajón, un suburbio de San Diego en California
- St Ephrem Syriac Catholic Church en Jacksonville, Florida
- Saint Toma Syriac Catholic Church en Farmington Hills, un suburbio de Detroit en Míchigan
- Our Lady Of Deliverance Syriac Catholic Parish (St Joseph Cathedral) en Bayonne, Nueva Jersey[2]
- Our Lady Of Peace Syriac Catholic Church en Jacksonville, Florida
- Our Mother of Mercy Mission Syriac Catholic Church en Allentown, Pensilvania
- St Behnam & Sarah Syriac Catholic Mission en Phoenix, Arizona
- St Joseph Mission en Oceanside, un suburbio de San Diego en California
- St. Mary Virgin Immaculate Mission en Northbrook, un suburbio de Chicago en Illinois
- Christ the King Mission en Sterling Heights, , un suburbio de Detroit en Míchigan
- Mission of Our Lady of Mesopotamia en Jamaica Plain, un barrio de Boston en Massachusett

## Historia
Los fieles sirios católicos estuvieron bajo jurisdicción de los obispos latinos locales hasta que la eparquía fue erigida el 6 de noviembre de 1995 con la bula Principis Apostolorum del papa Juan Pablo II.

Cum igitur Venerabilis Frater Noster Achilles S.R.E. Cardinalis Silvestrini Congregationi pro Ecclesiis Orientalibus praefectus, adnuente libenter Beatissimo Ignatio Antonio Hayek Patriarcha Antiocheno Syrorum una cum Synodo Episcoporum eiusdem Patriarchatus et consentientibus Praesidibus Coetus Episcoporum communitatum tum in Foederatis Americae Septentrionalis Civitatibus tum in Canadae natione necnon Pontificiis Legatis quorum interfuit efflagitaverit ut Communitas fidelium ritus Antiocheni Syrorum in utraque memorata orbis prvincia degentium ad gradum eveheretur dignitatemque Eparchiae, Nos cunctis diligenter sane rebus ponderatis id respicientibus, admotis hisce precibus adsensi, confisi simul fore ut totum hoc consilium ac propositum maximam in hominum illorum aeternam cedant utilitatem, ex Nostra auctoritate Apostolica decernimus et edicimus posthac ut Eparchia pro christifidelibus in Americae Septentrionalis Civitatibus Foederatis necnon dicione Canadensi Ecclesiae Antiochenae Syrorum exsistat titulo hoc Dominae Nostrae Liberationis Novarcensis Syrorum nuncupanda, additis pariter iuribus atque obligationibus quae ad hanc attinent dignitatem et condicionem. Haec praeterea reliquaque singula secundum Codicis Orientalis praecepta plane temperentur.

El 7 de enero de 2016 cedió una porción de su territorio (todo Canadá) para la erección del exarcado apostólico del Canadá de los sirios mediante la bula Conscii omnino del papa Francisco.
El 28 de junio de 2021 asumió su nombre actual.

## Estadísticas
Según el Anuario Pontificio 2020 la eparquía tenía a fines de 2019 un total de 11 857 fieles bautizados.
| Año                                                                             | Población            | Población | Población      | Sacerdotes | Sacerdotes    | Sacerdotes    | Bautizados por sacerdote | Diáconos permanentes | Religiosos | Religiosos | Parroquias |
| Año                                                                             | Bautizados católicos | Total     | % de católicos | Total      | Clero secular | Clero regular | Bautizados por sacerdote | Diáconos permanentes | Varones    | Mujeres    | Parroquias |
| ------------------------------------------------------------------------------- | -------------------- | --------- | -------------- | ---------- | ------------- | ------------- | ------------------------ | -------------------- | ---------- | ---------- | ---------- |
| 1999                                                                            | 11 780               | ?         | ?              | 8          | 7             | 1             | 1472                     | 3                    | 1          |            | 11         |
| 2000                                                                            | 11 920               | ?         | ?              | 9          | 8             | 1             | 1324                     | 3                    | 1          |            | 11         |
| 2001                                                                            | 12 180               | ?         | ?              | 10         | 9             | 1             | 1218                     | 2                    | 1          |            | 10         |
| 2002                                                                            | 12 390               | ?         | ?              | 10         | 9             | 1             | 1239                     | 2                    | 1          |            | 11         |
| 2003                                                                            | 12 842               | ?         | ?              | 10         | 9             | 1             | 1284                     | 1                    | 1          |            | 10         |
| 2004                                                                            | 13 140               | ?         | ?              | 10         | 9             | 1             | 1314                     | 2                    | 1          |            | 11         |
| 2007                                                                            | 13 800               | ?         | ?              | 6          | 6             |               | 2300                     | 2                    |            |            | 9          |
| 2013                                                                            | 25 000               | ?         | ?              | 23         | 23            |               | 1086                     | 5                    |            |            | 8          |
| 2016                                                                            | 12 600               | ?         | ?              | 11         | 11            |               | 1145                     | 3                    |            |            | 13         |
| 2019                                                                            | 11 857               |           |                | 14         | 13            | 1             | 846                      | 4                    | 1          |            | 11         |
| Fuente: Catholic-Hierarchy, que a su vez toma los datos del Anuario Pontificio. |                      |           |                |            |               |               |                          |                      |            |            |            |

## Episcopologio
- Ephrem Joseph Younan (6 de noviembre de 1995-20 de enero de 2009 nombrado patriarca del Antioquía de los sirios)
- Yousif Benham Habash, desde el 12 de abril de 2010